# 휘트비역

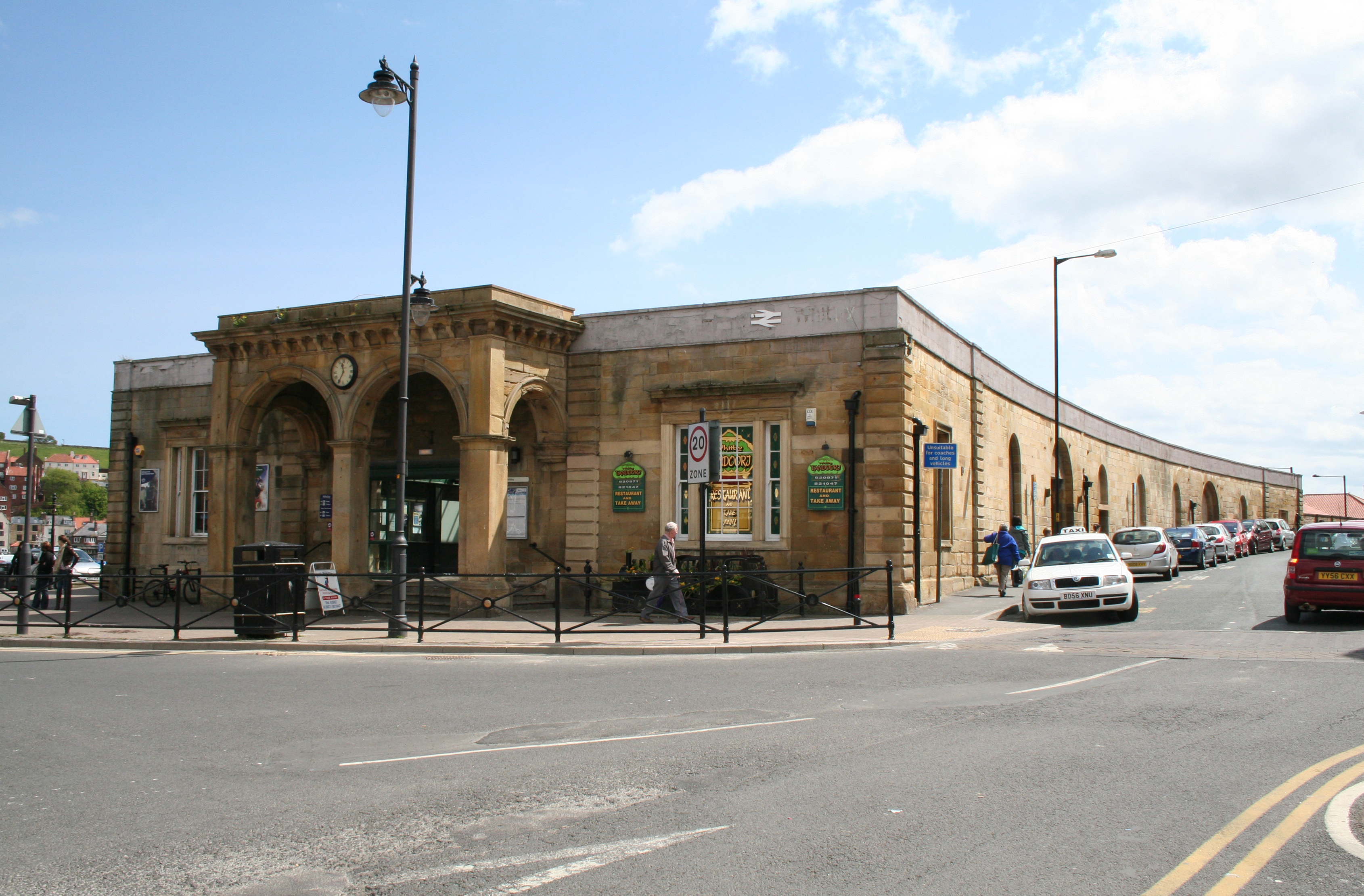

휘트비역(Whitby)은 잉글랜드 노스요크셔주 휘트비를 관할하는 철도역이다. 미들스버러에서 기원하는 에스크밸리선의 남부 종착역이다. 이 역은 네트워크 레일이 소유하고 있으며 메인라인 서비스의 경우 노던 트레인스가, 헤리티지 서비스의 경우 노스 요크셔 무어스 레일웨이가 운영을 맡고 있다.

## 역사적 건축물
- Historic England. “Whitby Engine Sheds (1239954)”. 《National Heritage List for England (NHLE)》.